# Barbára Sól Gísladóttir
Barbára Sól Gísladóttir (* 26. März 2001) ist eine isländische Fußballnationalspielerin, die seit 2024 für den isländischen Verein Breiðablik Kópavogur spielt.

## Karriere

### Verein
Barbára Sól spielte am 6. September 2016, knapp ein halbes Jahr nach ihrem 15. Geburtstag, erstmals in einem Erstligaspiel für UMF Selfoss, als sie in der 79. Minute gegen FH Hafnarfjörður eingewechselt wurde. In der Saison, die für UMF mit dem Abstieg endete, kam sie noch zu zwei weiteren Kurzeinsätzen. In der Zweitligasaison 2017 brachte sie es auf 17 Einsätze, in denen ihr vier Tore gelangen. Als Zweitligavizemeister kehrten sie zurück in die erste Liga, wo der Verein in den nächsten Jahren einmal Sechster und zweimal Dritter wurde. 2019 konnte sie mit Selfoss den Pokal und 2020 den Supercup gewinnen. 2021 wechselte sie während der laufenden isländischen Saison nach Dänemark zu Brøndby IF. In der Qualifikation zur UEFA Women’s Champions League 2021/22 verlor sie mit Brøndby im Halbfinale der ersten Runde trotz Heimvorteil mit 0:1 gegen Kristianstads DFF.

### Nationalmannschaften

#### Juniorinnen
Nach vier Spielen mit der U-16-Mannschaft Ende Juni/Anfang Juli 2017, nahm sie mit der U-17 im Oktober an der ersten Qualifikationsrunde zur U-17-Fußball-Europameisterschaft der Frauen 2018 teil. Mit Siegen gegen Gastgeber Aserbaidschan und Montenegro, bei dem sie laut isländischem Verband das dritte von fünf Toren erzielte, das von der UEFA aber als Eigentor einer aserbaidschanischen Spielerin gezählt wird, erreichten sie trotz einer Niederlage gegen den späteren Europameister Spanien die zweite Runde, die Ende März 2018 ausgetragen wurde. Hier reichten dann aber Siege gegen Irland und erneut Aserbaidschan nicht aus, um die Endrunde zu erreichen, da sie gegen die gastgebende deutsche Mannschaft verloren.
Bereits Anfang März 2018 hatte sie zweimal mit der U-19-Mannschaft bei einem Turnier in La Manga gespielt und nach zwei weiteren Freundschaftsspielen im August, nahm sie im Oktober an der ersten Qualifikationsrunde für die U-19-Fußball-Europameisterschaft der Frauen 2019 teil. Sie wurde bei den beiden Siegen gegen Armenien und Belgien eingesetzt und da ihre Mitspielerinnen zuvor schon gegen Wales gewonnen hatten, erreichten sie ohne Punktverlust die zweite Runde. Hier reichte es im April 2019 aber nur zu je einem Sieg und Remis sowie einer Niederlage, so dass sie als Gruppenzweite die Endrunde verpassten. Bei der nächsten Austragung der ersten Runde zur U-19-Fußball-Europameisterschaft der Frauen 2020 hatten sie im Oktober 2019 Heimrecht. Mit Siegen gegen Griechenland und Kasachstan erreichten sie trotz der abschließenden Niederlage gegen Spanien die zweite Runde. Diese wurde dann aber wie auch die Endrunde wegen der COVID-19-Pandemie nicht durchgeführt. Ihre letzten Einsätze in der U-19 waren drei Freundschaftsspiele im März 2020, in denen ihr jeweils ein Tor gelang.

#### A-Nationalmannschaft
Im September 2020 wurde sie dann nach der COVID-19-bedingten Länderspielpause für die letzten Spiele der Qualifikation für die EM 2022 nominiert. Beim 9:0 gegen Lettland wurde sie zur zweiten Halbzeit eingewechselt. Im letzten Gruppenspiel, wo sich die Isländerinnen durch einen 1:0-Sieg gegen Ungarn als einer der drei besten Gruppenzweiten für die EM-Endrunde qualifizieren konnten, wurde sie in der Nachspielzeit eingewechselt. Danach hatte sie im Juni 2022 in der Vorbereitung auf die EM-Endrunde noch einen Einsatz bei einem Freundschaftsspiel gegen Estland, bei dem sieben Spielerinnen ausgewechselt wurden. Für die EM-Endrunde wurde sie nicht nominiert.
Im April 2023 wurde sie in zwei Spielen der U23-Mannschaft eingesetzt.

## Erfolge
- Isländische Meisterin 2024
- Isländische Pokalsiegerin 2019
- Isländische Superpokalsiegerin 2020